# Chaetodon adiergastos
Chaetodon adiergastos е вид бодлоперка от семейство Chaetodontidae. Видът не е застрашен от изчезване.

## Разпространение
Разпространен е в Австралия, Индонезия, Малайзия, Палау, Провинции в КНР, Сингапур, Тайван, Филипини и Япония.